# Sydney Callaway
Sydney Thomas Callaway (* 6. Februar 1868 in Redfern, Australien; † 25. November 1923 in Christchurch, Neuseeland) war ein australischer Cricketspieler, der zwischen 1892 und 1895 für die australische Nationalmannschaft spielte.

## Aktive Karriere
Callaway gab sein First-Class-Debüt in der Saison 1888/89 und spielte in der Folge für New South Wales. Sein Test-Debüt gab er, als England im Januar 1892 nach Australien kam. In 1890 reiste er mit New South Wales nach Neuseeland, wo er mit insgesamt 54 Wickets herausragte. In der Saison 1894/95 spielte er einen weiteren Test gegen England und konnte dabei neben 41 Runs im ersten Innings als Batter auch 5 Wickets für 37 Runs als Bowler erreichen. In 1896 reiste er mit New South Wales erneut nach Neuseeland. In der Folge siedelte er nach Neuseeland über und spielte für die dortige Auswahl sowie für Canterbury. Sein letztes First-Class-Spiel absolvierte er in der Saison 1906/07.

## Nach der aktiven Karriere
Er lebte in Neuseeland vorwiegend in Christchurch, jedoch auch ein Jahr in Dunedin und spielte weiter Cricket für mehrere lokale Clubs. Zuletzt arbeitete er für die Canterbury Frozen Meat Company. Im November 1923 verstarb Callaway nach langer Krankheit im Alter von 55 Jahren.